# Union européenne de judo
Pour les articles homonymes, voir Union européenne (homonymie).
L'Union européenne de judo (couramment désignée par le sigle EJU pour European Judo Union) est une association regroupant les fédérations nationales de judo d'Europe. Son rôle est de gérer, développer et diffuser la pratique du judo à l'échelon continental. Son rôle à l'origine est aussi de fixer les règles du sport traditionnel créé par Jigoro Kano en 1882.

## Historique

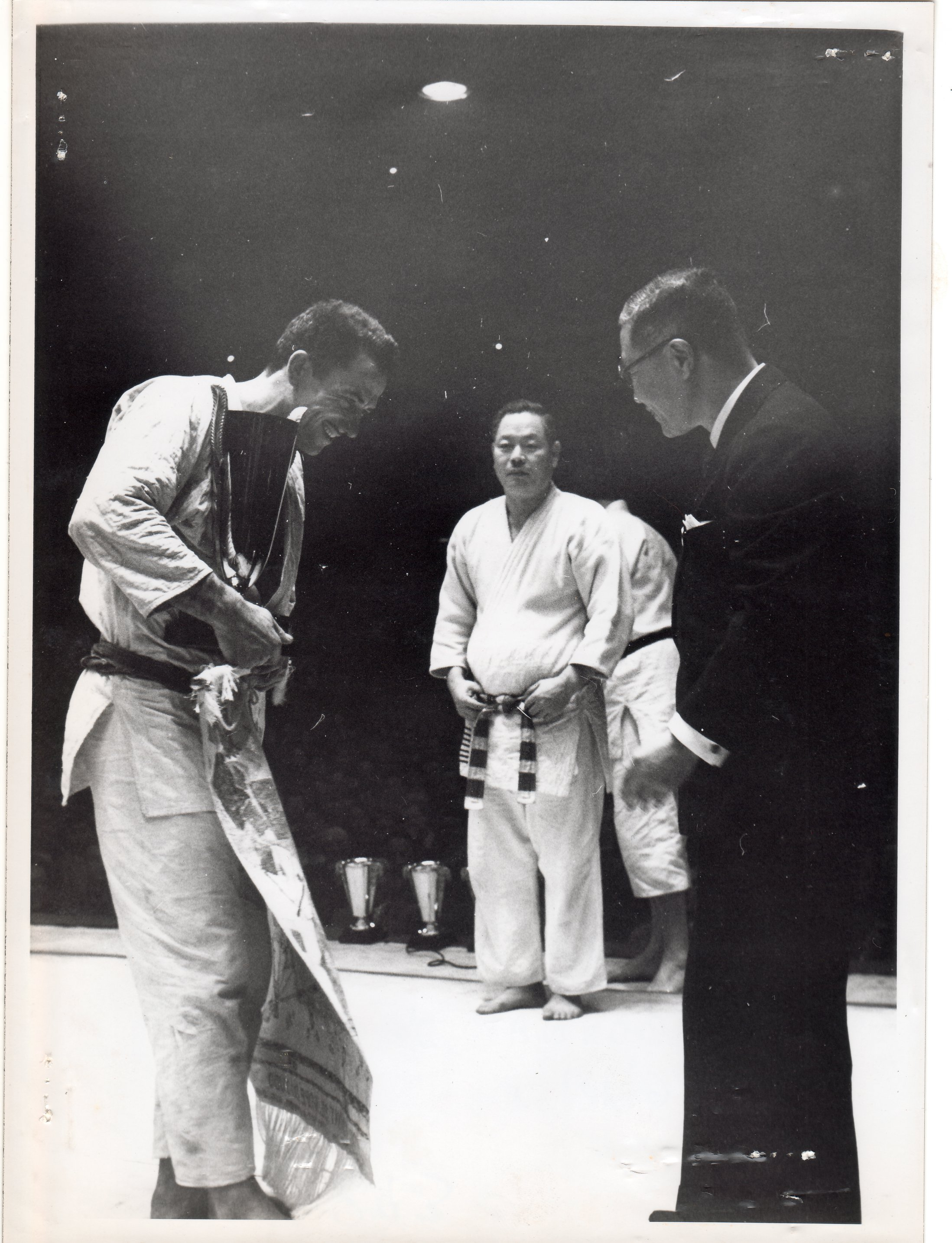
Mikinosuke Kawaishi (au centre) en présence du Champion d'Europe 1951, Jean de Herdt.

L'Allemagne influence la création de l'Union européenne de judo, dont les statuts sont adoptés en août 1932. C'est dans ce pays, à Dresde, qu'ont lieu les premiers Championnats d'Europe de judo en 1934.
Après la Seconde Guerre mondiale Gunji Koizumi (fondateur du premier club de judo en Europe au Royaume-Uni, le Budokwai) et Risei Kano (fils du fondateur du judo Jigoro Kano) évoquent la possibilité de fonder une fédération européenne.
En 1948, la Fédération européenne de judo (ou Union Européenne de Judo) est recréée par quatre pays signataires : Royaume-Uni, Autriche, Pays-Bas et Italie. La France demeure dans un premier temps un pays observateur à cause de divergences sur le professionnalisme du judo.
En 1951, les premiers championnats d'Europe de l'après-guerre sont organisés à Paris.
La 3e édition des championnats d'Europe de judo, s'est déroulée le 16 novembre 1953 à Londres, au Royaume-Uni. En fait, la compétition s'est résumée à une seule épreuve individuelle en "toutes catégories" remportée par le Néerlandais Anton Geesink et une épreuve par équipes enlevée par la France.
En 1951, la Fédération internationale de judo (FIJ) se forme au niveau mondial sur le modèle déjà établi de la fédération européenne qui devient une des 5 unions continentales de la FIJ.
La fédération européenne a la responsabilité de mettre en œuvre la politique de la FIJ et du Comité international olympique (CIO) en Europe.

## EJU Awards
| Nomination                                       | Nommés 2010                          | Nommés 2011                              | Nommés 2012                              | Nommés 2013                            | Nommés 2014                               | Nommés 2015                                   | Nommés 2016                                | Nommés 2017                | Nommés 2018                            |
| ------------------------------------------------ | ------------------------------------ | ---------------------------------------- | ---------------------------------------- | -------------------------------------- | ----------------------------------------- | --------------------------------------------- | ------------------------------------------ | -------------------------- | -------------------------------------- |
| Meilleur judoka masculin européen                | Ilias Iliadis                        | Teddy Riner                              | Teddy Riner                              | Teddy Riner                            | Avtandili Tchrikishvili                   | Teddy Riner                                   | Teddy Riner                                | Teddy Riner                | Nikoloz Sherazadishvili                |
| Meilleure judoka féminine européenne             | Lucie Decosse                        | Gevrise EMANE                            | Lucie Decosse                            | Majlinda Kelmendi                      | Majlinda Kelmendi                         | Tina Trstenjak                                | Tina Trstenjak                             | Clarisse Agbegnenou        | Clarisse Agbegnenou                    |
| Meilleur judoka européen junior masculin         | Marcus Nyman                         | Khusen Kharmurzaev                       | Damian Szwarnowiecki                     | Beka Gviniashvili                      | Krisztián Toth                            | Beka Gviniashvili                             | Hidayet Heydarov                           | Hidayet Heydarov           | Manuel Lombardo                        |
| Meilleure judoka féminine junior européenne      | Abigel Joo                           | Bernadette GRAF                          | Dilara Lokmanheki                        | Barbara Matic                          | Amandine Buchard                          | Szabina Gercsak                               | Marie Eve Gahie                            | Amber Gersjes              | Daria Bilodid                          |
| Meilleure personnalité du judo                   | -                                    | Ilias Iliadis                            | Alina Dumitru                            | Lucie Decosse                          | Ilias Iliadis & Teddy Riner               | -                                             | -                                          | -                          | -                                      |
| Meilleure équipe masculine                       | -                                    | -                                        | Russia                                   | Georgia                                | -                                         | Georgia                                       | Georgia                                    | Georgia                    |                                        |
| Meilleure équipe féminine                        | Netherlands                          | France                                   | -                                        | -                                      | France                                    | Germany                                       | Poland                                     | France                     |                                        |
| Meilleur entraîneur européen de judoka masculin  | Benoit Campargue                     | Vitaily Dubrova                          | Ezio Gamba                               | Irakli Uznadze                         | Irakli Uznadze                            | Franck Chambily                               | Dmitry Morozov                             | Ljubisa Majdov             | Bato Jikuri                            |
| Meilleur entraîneur européen de judoka féminine  | Florin Bercean                       | Martine Dupond                           | Martine Dupond                           | Shany Hershko                          | Martine Dupond                            | Marjan Fabjan                                 | Martine Dupond                             | Larbi Benboudaoud          | Larbi Benboudaoud                      |
| Meilleur événement européen                      | European Judo Championships à Vienna | U23 European Judo Championships à Tyumen | European Judo Championships à Chelabinsk | European Judo Championships à Budapest | European Judo Championships à Montpellier | Junior European Judo Championships à Oberwart | European Judo Championships U23 à Tel Aviv | Golden League à Ankara     | European Judo Championships à Tel Aviv |
| Meilleur organisateur européen                   | Czech Judo Federation                | Belgium Judo Federation                  | Czech Judo Federation                    | Estonian Judo Federation               | Polish Judo Association                   | Austrian Judo Federation                      | Russian Judo Federation                    | Lithuanian Judo Federation | Russian Judo Federation                |
| La femme arbitre européenne la plus progressiste | Cathy Mouette                        | Ioana Babiuc                             | Ioana Babiuc                             | Cathy Mouette                          | Annamaria Fridrich                        | Annamaria Fridrich                            | Heather Lootjens                           | Roberta Chyurlia           | Roberta Chyurlia                       |
| Arbitre masculin européen le plus progressiste   | Franc Ocko                           | Vladimir Vostrikov                       | Vladimir Vostrikov                       | Manuel Cortes                          | Vincent Druaux                            | Vladimir Hnidka                               | Artur Fando                                | Vladimer Nutsubidze        | Raul Camacho                           |

## Compétitions
L'Union européenne de judo organise les compétitions internationales sur le continent européen, notamment l'intégralité des championnats d'Europe. En plus d'en attribuer l'organisation aux pays hôtes et d'en définir les règlements, elle encadre la tenue de toutes ces compétitions :
- Championnats d'Europe élites
- Championnats d'Europe vétérans
- Championnats d'Europe par équipes
- Championnats d'Europe toutes catégories
- Championnats d'Europe espoirs
- Championnats d'Europe juniors
- Championnats d'Europe de kata
- Coupe d'Europe des clubs

## Présidence
L'UEJ est pilotée par le President, son équipe, et les membres du comité exécutif, ils sont élus tous les 4 ans au cours du Congrès de l'UEJ (dernière élection Décembre 2020).
| Nom                       | Pays                 | Période        |
| ------------------------- | -------------------- | -------------- |
| Jaap Nauwelaerts de Agé   | Pays-Bas             | 1952-1957      |
| H. Frantzen               | Allemagne de l'Ouest | 1957-1960      |
| André Ertel               | France               | 1960-1984      |
| Kurt Kucera               | Autriche             | 1984-1996      |
| Frans Hoogendijk          | Pays-Bas             | 1996-2000      |
| Marius Vizer              | Roumanie             | 2000-2007      |
| Sergey Soloveychik        | Russie               | 2007-2022      |
| Otto Kneitinger (intérim) | Allemagne            | mars-juin 2022 |
| László Toth               | Hongrie              | depuis 2022    |

## Fédérations membres
L'Union européenne de judo rassemble en 2016 cinquante-et-une fédérations nationales.
| Pays               | Code | Fédération                                   |
| ------------------ | ---- | -------------------------------------------- |
| Albanie            | ALB  | Albanian Judo Federation                     |
| Allemagne          | GER  | Deutscher Judo-Bund (en)                     |
| Andorre            | AND  | Federació Andorrana de Judo                  |
| Arménie            | ARM  | Armenian Judo Federation                     |
| Autriche           | AUT  | Österreichischer Judoverband                 |
| Azerbaïdjan        | AZE  | Azərbaycan Cüdo Federasiyası                 |
| Belgique           | BEL  | Fédération Francophone Belge de Judo         |
| Biélorussie        | BLR  | Belarusian Judo Federation                   |
| Bosnie-Herzégovine | BIH  | Judo Federation of Bosnia and Herzegovina    |
| Bulgarie           | BUL  | Българска Федерация Джудо                    |
| Chypre             | CYP  | Cyprus Judo Federation                       |
| Croatie            | CRO  | Hrvatski judo savez                          |
| Danemark           | DEN  | Danmarks Judo og Ju-Jitsu Union              |
| Espagne            | ESP  | Real Federación Española de Judo             |
| Estonie            | EST  | Eesti Judoliit                               |
| Îles Féroé         | FAR  | Faroe Islands Judo Federation                |
| Finlande           | FIN  | Suomen Judoliitto                            |
| France             | FRA  | Fédération française de judo                 |
| Géorgie            | GEO  | საქართველოს ძიუდოს ფედერაცია                 |
| Grande-Bretagne    | GBR  | British Judo Association (en)                |
| Grèce              | GRE  | Ελληνική Ομοσπονδία Τζούντο (el)             |
| Hongrie            | HUN  | Magyar Judo Szövetség (en)                   |
| Irlande            | IRL  | Irish Judo Association                       |
| Islande            | ISL  | Júdósamband Íslands                          |
| Israël             | ISR  | איגוד הג'ודו בישראל (en)                     |
| Italie             | ITA  | Federazione Italiana Judo                    |
| Kosovo             | KOS  | Federata e Xhudos e Kosovësor (en)           |
| Lettonie           | LAT  | Latvijas džudo federācija                    |
| Liechtenstein      | LIE  | Liechtensteiner Judo-Verband                 |
| Lituanie           | LTU  | Lietuvos Dziudo Federacija                   |
| Luxembourg         | LUX  | Fédération Luxembourgeoise des Arts Martiaux |
| Macédoine          | MKD  | Џудо Федерација на Македонија                |
| Malte              | MLT  | Malta Judo Federation                        |
| Moldavie           | MDA  | Federația de Judo a Republicii Moldova       |
| Monaco             | MON  | Fédération Monégasque de Judo                |
| Monténégro         | MNE  | Judo savez Crne Gore                         |
| Norvège            | NOR  | Norges Judoforbund                           |
| Pays-Bas           | NED  | Judo Bond Nederland                          |
| Pologne            | POL  | Polski Związek Judo                          |
| Portugal           | POR  | Federação Portuguesa de Judo (it)            |
| Roumanie           | ROU  | Federaţia Română de Judo                     |
| Russie             | RUS  | Федерация дзюдо России                       |
| Saint-Marin        | SMR  | Federazione Sanmarinese di Judo              |
| Serbie             | SRB  | Judo savez Srbije                            |
| Slovaquie          | SVK  | Slovenský zväz Judo                          |
| Slovénie           | SLO  | Judo zveza Slovenije                         |
| Suède              | SWE  | Svenska Judoförbundet                        |
| Suisse             | SUI  | Fédération suisse de Judo & Ju-Jitsu (de)    |
| Tchéquie           | CZE  | Český svaz judo                              |
| Turquie            | TUR  | Türkiye Judo ve Kuraş Federasyonu            |
| Ukraine            | UKR  | Федерація дзюдо                              |